# Ε-カプロラクタム
ε-カプロラクタム（イプシロン カプロラクタム、ε-Caprolactam) はアミド、ラクタムの一種。分子式は C6H11NO、分子量は 113.16で、融点 69 °C、沸点 267 °C。別名 2-ケトヘキサメチレンイミン、2-オキソヘキサメチレンイミン、アミノカプロン酸ラクタム。ヘキサンの両端がアミド結合でつながった構造をしている。6-ナイロンの原料として知られる。

## 性質
白色で吸湿性の薄片または結晶で、水に溶けやすい。加熱や燃焼により分解して窒素酸化物、アンモニアなどを生じる。 強酸化剤と激しく反応する。加水分解するとε-アミノカプロン酸となる。
2019年の改訂で、国際がん研究機関 (IARC) によるIARC発がん性対象一覧で「Group3（ヒトに対する発がん性については分類できない）」に分類されている。

## 合成方法
ε-カプロラクタムの合成は、ベンゼン又はフェノールを出発物質として行われる。光ニトロソ化法を除き、まずシクロヘキサノンを合成し、これをシクロヘキサノンオキシムに変換する。光ニトロソ化法は、ニトロソベンゼンを合成し、これをシクロヘキサノンオキシムに変換する。関西大学が開発した手法ではシクロヘキサンを出発物質とし、ニトロソシクロヘキサンを経てシクロヘキサノンオキシムを得る。いずれの合成法においてもシクロヘキサノンオキシムのベックマン転位によりε-カプロラクタムが得られる。

### シクロヘキサノンの合成法
1. ベンゼンからのシクロヘキサノンの合成は、ベンゼンを水素化して得られたシクロヘキサンを酸化する方法、またはベンゼンを部分水素化してシクロヘキセンとし、これを水和反応でシクロヘキサノールとした後、脱水素してシクロヘキサノンを得る方法がある[5]。
2. フェノールからのシクロヘキサノンの合成は、水素化により直接シクロヘキサノンを合成する[5]。

### シクロヘキサノンからシクロヘキサノンオキシムの合成法
1. シクロヘキサンの酸化により得られたシクロヘキサノンを、ヒドロキシルアミン硫酸塩を用いてシクロヘキサノンオキシムに変換する。ヒドロキシルアミンの製造には古典的なRaschig 法、NO 還元法（BASF）、HPO 法（DSM）の 3 法がある。Raschig 法は亜硝酸アンモニウムをSO2で還元してジスルフォネートとし、次いで加水分解してヒドロキシルアミン硫酸塩とする方法である。この方法では、大量の硫酸アンモニウムが副生し、その量はカプロラクタムに対して重量比で 2.3 倍に達する。NO 還元法ではアンモニアを酸素で酸化して一酸化窒素とし、これを硫酸水溶液中でPt/C 系触媒により水添することによってヒドロキシルアミンの硫酸塩が製造される。この工程ではカプロラクタムに対して0.7 重量倍の硫酸アンモニウムが副生する。HPO 法（DSM）では、リン酸／硝酸アンモニウム緩衝液中で硝酸イオンを Pd 触媒の存在下で水素還元してヒドロキシルアミンとするもので、硫酸アンモニウムを全く副生しない。
2. ヒドロキシルアミンを使用しない合成法として、エニケム社によりMFI 型チタノケイ酸ゼオライトのTS-1触媒（チタンおよびケイ酸塩からなる[5]）により、過酸化水素、アンモニアをシクロヘキサノンに反応させ、シクロヘキサノンオキシムを得る方法開発された。
3. 全く別な合成法として、NHPI（N-ヒドロキシフタルイミド）を触媒とし、シクロヘキサンと亜硝酸第3級ブチルから、シクロヘキサンをニトロソシクロヘキサンに変換し、これをアミンと反応させてシクロヘキサノンオキシムとする方法が開発された[4]。

### 光ニトロソ化法によるシクロヘキサンオキシムの合成法
シクロヘキサンを塩化ニトロシルと大過剰の塩化水素ガスの存在下で、光照射により直接シクロヘキサノンオキシム塩酸塩を得る。この方法はPNC法と略され、また東レが実用化しているため東レ法とも呼ばれる。

### ベックマン転位
1. シクロヘキサノンオキシムのベックマン転位は、従来は発煙硫酸によって行われていた。この方法は、反応に使用した硫酸をアンモニアで中和するためカプロラクタム 1トンあたり約 1.7 トンの硫酸アンモニウム（硫安）を副生する[5]。硫安肥料は土壌に硫酸根を残し土壌の酸性化を招き、また冬も水を張った水田など酸素不足の土壌条件では硫酸イオンが還元され植物にとって有害な硫化水素が発生して植物をその根と地上部両面から枯らしてしまう問題がある（水田におけるいわゆる「秋落ち」現象）。さらに脱硫装置などカプロラクタム合成以外にも副生硫安が産出する日本において硫安は大幅な余剰であり価値が低い[7]。またヒドロキシルアミンの製造においても硫酸アンモニウムが副生するため、硫安肥料の肥料価値の低下による余剰は問題となっていた。
2. 発煙硫酸を使用しない方法として、MFI型ハイシリカゼオライト触媒を用いた気相ベックマン転位を行うことで、目的物のカプロラクタムが得る方法が、2003年に住友化学により開発され工業化された。シクロヘキサノンオキシムをメタノール蒸気とともに触媒を充填した反応器に送り、反応後、メタノールは回収して反応器へとリサイクルされる[5]。この方法は全く硫酸アンモニウムを副生しない触媒的な合成法として高く評価され、また気相ベックマン転位法に関し、2003年度グリーン・サステイナブル ケミストリー(GSC)賞経済産業大臣賞を受賞した[8]。なお、ここで使われるハイシリカゼオライトは、アルミナをほとんど含まず（4 ppm以下[5]）、中性のゼオライトであり、シリカライトとも呼ばれる。またアルミナの比率が高いゼオライトは、本反応にあまり有効ではない[5]。ベックマン転位は典型的な酸触媒反応であるので気相ベックマン転位触媒には固体酸性が必要であるとみなされていただけに、アルミニウムを含まない中性のゼオライトで高選択率・高反応率の活性が得られたことについて予想外のこととしている[5]。
3. 全く別の方法として、塩化シアヌル触媒によりシクロヘキサノンオキシムをベックマン転位させカプロラクタムを収率約75 %で得る方法が開発された[4]。従来のプロセスは副生する硫安の処理が大きな問題であり、また有害な塩化ニトロシルを使う必要から生成したシクロヘキサノンオキシムも塩酸塩となってしまって効率が悪いという問題点があった[9]。またヒドロキシルアミンも爆発性の危険な物質であり、塩類の形でしか工業的には取り扱えなかった。しかしこの方法ではシクロヘキサンからカプロラクタムまでワンポット合成できる利点があり、副生物である第3級ブタノールは一酸化窒素と反応させて、再び第3級ブチルに変換し、系内を循環利用できることから、反応の原子効率をほぼ100 %とみなすことができる[4]。

## 用途

カプロラクタムの開環重合

カプロラクタムは開環重合によりナイロン6となる。その世界需要の約6割が繊維用途、約4割が樹脂用途となる。繊維用途はほぼ同率で衣料用繊維、タイヤコード、カーペット用となる。樹脂用途は約3⁄4がエンジニアリングプラスチック用、1⁄4がフィルム用となる。